# Gefährliche Stoffe und Güter
Die Bezeichnung Gefährliche Stoffe und Güter (kurz GSG) subsumiert Gefahrstoffe, also gefährliche chemische Substanzen (Stoffe) an sich, und Gefahrgüter, der transportbezogene Begriff für gefährliche Güter, zu denen auch Gegenstände (etwa Feuerwerksartikel) kommen, physikalische Aspekte (etwa heiße Flüssigmetalle), sowie biologische Gefahren (etwa infektiöse Mikroorganismen). Die meisten Gefahrstoffe gelten bei der Beförderung auch als Gefahrgut.
Unter Gefahrgut versteht man nach den Vorschriften Stoffe und Gegenstände, von denen bei Unfällen oder unsachgemäßer Behandlung während des Transportes Gefahren für Menschen, Tiere, Sachen und die Umwelt ausgehen können.
Das Gefahrstoffrecht hingegen stellt im Wesentlichen sicher, dass Personen, die mit den betreffenden Stoffen arbeiten, nicht zu Schaden kommen.
Die beiden Aspekte Gefahrstoff und Gefahrgut sind in unterschiedlichen Rechtsquellen geregelt, für Europa etwa neben internationalen Abkommen diverse Gefahrstoff-Richtlinien (insbesondere Verordnung (EG) Nr. 1272/2008 (CLP) für die Kennzeichnung und Verpackung) respektive das ADR (Straße) und analoge Übereinkommen, und wurden in der Kennzeichnung jüngst im Global harmonisierten System zur Einstufung und Kennzeichnung von Chemikalien (GHS) vereinheitlicht, sodass Gefahrstoffkennzeichnung und Gefahrgutbezettelung übereinstimmen. Seither verbreitet sich der Sammelbegriff in der Praxis, vor allem im Katastrophen-/Zivilschutz.
Bei Unfällen mit Gefährlichen Stoffen und Gütern existieren aufgrund der besonderen Aufgaben und Gefahren spezielle Einsatzmittel der Feuerwehren und ähnlicher Einsatzorganisationen.